# 岡部行隆
岡部 行隆（おかべ ゆきたか）は、和泉国岸和田藩の第2代藩主。岸和田藩岡部家3代。守成の名君と称されている。

## 略歴
元和3年（1617年）、初代藩主・岡部宣勝の長男として江戸に生まれる。寛文元年（1661年）10月27日、父の隠居により跡を継ぐ。この時、5000石を弟の高成、2000石を豊明にそれぞれ分与したため、岸和田藩は6万石から5万3000石となった。貞享3年（1686年）8月25日、長男の長泰に家督を譲って隠居し、貞享4年（1687年）12月25日に71歳で岸和田にて死去した。

## 系譜
- 父：岡部宣勝（1597-1668）
- 母：桑山元晴の娘
- 正室：堀直寄の娘
  - 長男：岡部長泰（1650-1724）
- 生母不明の子女
  - 女子：有馬清純正室
- 養子
  - 女子：堀直宥正室 - 桑山一玄娘
  - 女子：町野幸重正室 - 岡部豊明娘